# Neue Pfarrkirche Stegersbach

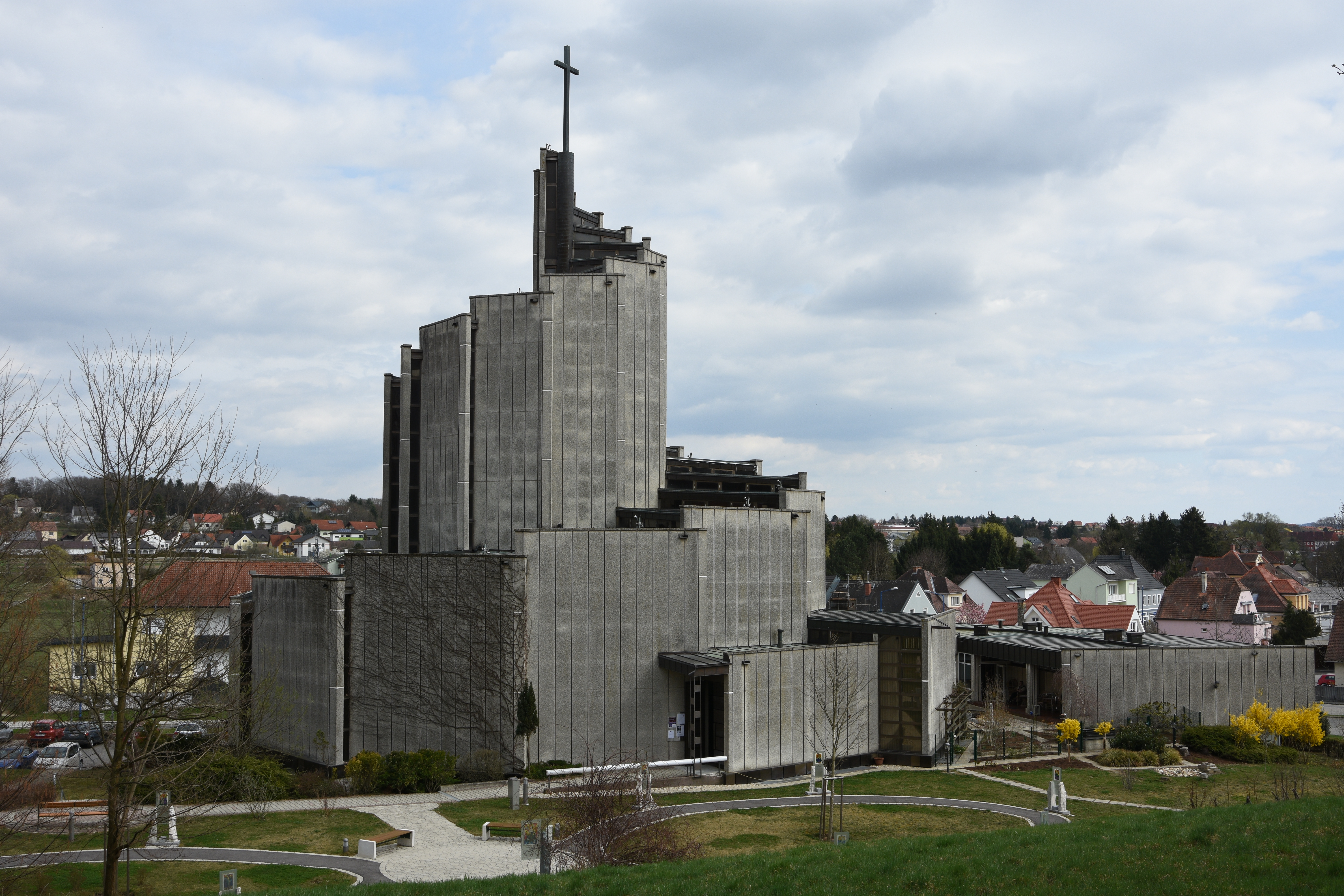
Heilig-Geist-Kirche Stegersbach

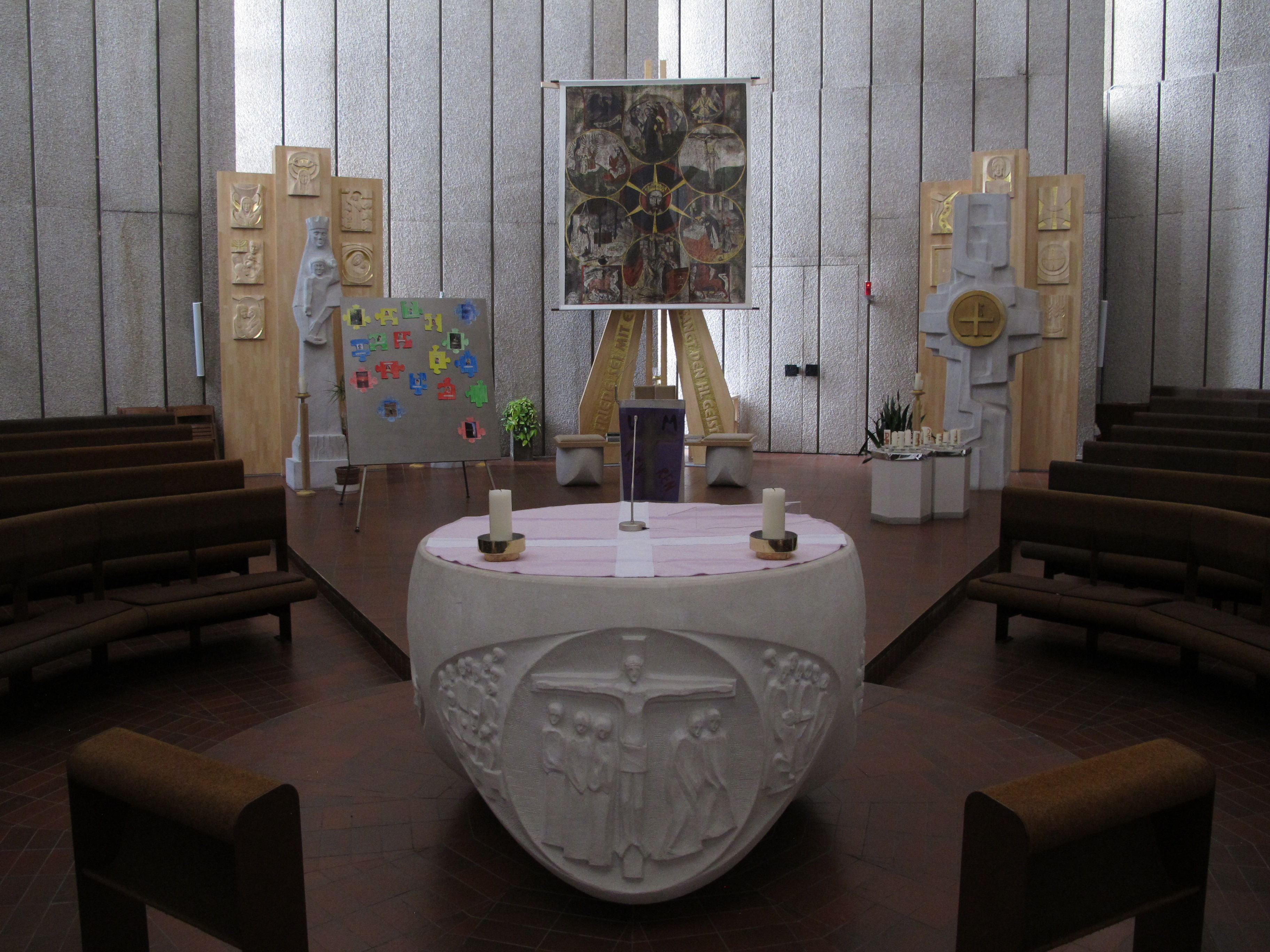
Innenansicht der neuen Pfarrkirche Stegersbach

Die römisch-katholische neue Pfarrkirche Stegersbach steht in unmittelbarer Nähe der alten Pfarrkirche Stegersbach im Ortsverband von Stegersbach (ungarisch: Szentelek; kroatisch: Santalek) im Bezirk Güssing im Burgenland. Sie wird umgangssprachlich auch als „Spiralkirche“ bezeichnet. Sie ist dem Heiligen Geist geweiht und gehört zum Seelsorgeraum Maria Helferin/Oberes Stremtal im Dekanat Güssing der Diözese Eisenstadt. Die Kirche steht unter Denkmalschutz.

## Geschichte
Da die Ägidiuskirche zu klein wurde und die gesamte Pfarrgemeinde nicht mehr fassen konnte, wurde in den 1960er-Jahren über einen möglichen Neubau diskutiert. Ursprünglich wollte man die bestehende Kirche durch einen Zubau für zirka 300 Personen erweitern, dies wurde jedoch verworfen. 1965 wurde Alois Tonweber zum Pfarrer von Stegersbach ernannt. Der Diözesanbischof Stephan László hielt im Ernennungsdekret den Wunsch nach der Errichtung einer neuen Kirche fest. Ab 1967 nahm die Idee Form an, und 1968 liefen die Vorbereitungen an. Im darauffolgenden Jahr lag ein Entwurf vor, und es wurden Spendenzusagen zur Finanzierung des Neubaus gesammelt. Diese Phase konnte Ende 1969 abgeschlossen werden. Ein Kirchenbaukomitee unter der Leitung von Altlandeshauptmann Johann Wagner und Altbürgermeister Johann Kapesky wurde mit der Verwirklichung des Projektes beauftragt. Die Planung erfolgte durch das Atelier 3P, bestehend aus den Architekten Anton, Egon und Eva Presoly.
Am 4. Juli 1971 wurde der erste Spatenstich vorgenommen und am 31. Oktober im selben Jahr der Grundstein für Kirche und Pfarrzentrum gelegt. Die Kirche wurde nach Abschluss der Arbeiten an Gebäude und Einrichtung am 26. Oktober 1974 vom burgenländischen Diözesanbischof Stephan László konsekriert.

## Architektur und Ausstattung
Die unter Denkmalschutz stehende Kirche ist ein Stahlskelettbau, dessen Wände durch mit Marmorsand beschichtete Polyester-Harzplatten verkleidet wurden. Für die Unterdecken wurde Holz und für die Böden keramische Beläge verwendet. Die Gestaltungsidee der Kirche ist eine Spirale zu Gott und eine Treppe zum Himmel.
Dies bedeutet eine Abweichung vom traditionellen Kirchenbau. Die Grundrisslösung erfolgte in Form einer Spirale, an deren Anfang sich der Kircheneingang befindet. Die Kirche ist als Zentralraum ausgebildet. Je näher man dem Zentrum mit Altar kommt, desto steiler und höher wird die räumliche Spirale, an deren höchstem Punkt sich ein Kreuz befindet. Genau unterhalb dieses Kreuzes befindet sich der hellste Punkt der Kirche, der Altar. Die einzelnen Segmente und Bauteile sind durch vertikale und horizontale Glasflächen getrennt, deren Anordnung eine über den Tag gleichmäßige Ausleuchtung des Kirchenraumes ermöglicht. Die Glasflächen selbst sind jedoch nicht sichtbar. Der Altarbereich wurde abgesenkt, damit der Besucher von jedem Platz in der Kirche aus auch optisch an den liturgischen Feiern teilnehmen kann. Auch die Bänke wurden der Form des Raumes entsprechend angeordnet. Diese bieten rund 380 Personen Sitzgelegenheiten, weiters gibt es noch rund 400 Stehplätze.
Die Kirche wurde mit Arbeiten des burgenländischen Bildhauers Thomas Resetarits ausgestattet.

### Altar
Der Altar wurde vom österreichischen Bildhauer Thomas Resetarits aus Laaser Marmor gefertigt. Er ruht auf drei Standflächen, die als Symbol für die Dreifaltigkeit gelten. Die Tischfläche bildet ein Kreis als Zeichen für die Einheit im Heiligen Geist. Die senkrechten Flächen werden von drei Reliefs geschmückt, die augenähnliche Form haben und das Werk Gottes widerspiegeln sollen.
Im Mittelpunkt des ersten Auges befindet sich Maria mit dem Kind und den vier Wesen aus dem Alten Testament, die in der Offenbarung des Johannes wiederkehren und zu den Evangelistensymbolen (Löwe, Stier, Mensch und Adler) wurden. Links davon sind die Schöpfung mit Adam und Eva und der Sündenfall dargestellt. Rechts befindet sich die Auferweckung des Lazarus.
Das mittlere Auge weist auf das zentrale Geschehen während der Heiligen Messe hin. In der Mitte ist der Gekreuzigte abgebildet, links unter dem Kreuz sind diejenigen, die ausharren, rechts dagegen die, die enttäuscht sind und sich abwenden. Im linken Außenfeld ist das letzte Abendmahl dargestellt, rechts ist Christus mit dem Apostel Thomas mitten in der Apostelgemeinschaft zu sehen.
Im dritten Auge dominiert das Symbol des Heiligen Geistes. Die vielen Köpfe auf der linken Seite und die rechts dargestellte Familie symbolisieren die Ankunft und das Wirken des Heiligen Geistes. Die Reliefs sind ohne Augen dargestellt. Dies soll dem Betrachter die Chance geben, sich in die Szene hineinzudenken und seinen Standpunkt selbst zu definieren.

### Weitere Ausstattung
Die plastische Form des Altares wurde beim Ambo, dem Taufbecken, der Sessio und dem Weihwasserbecken wieder aufgegriffen.
Das Sakramentskreuz, das den Tabernakel beinhaltet, ist als Kreuz ausgebildet, das mit den Problemen der Menschheit umrankt wird. Zwölf Aluminiumabgüsse wurden als Weihekreuze in der Mitte der zwölf Wandsegmente befestigt.
Der Künstler schuf die säulenhaft strenge Darstellung der Madonna mit dem Kind, inspiriert durch den Text des Liedes Glorwürd’ge Königin, in dem von „Maria als Säule der Kirche“ die Rede ist.
Die Orgel aus 2008 mit 22 Registern wurde von Alexander Schuke Potsdam Orgelbau in Potsdam gebaut.

### Pfarrzentrum
Unterhalb der Kirche befindet sich das Pfarrzentrum, das aus einem großen Mehrzwecksaal und mehreren kleinen Räumen und Nebenräumen besteht. An die Kirche schließt sich der Pfarrhof an, der die notwendigen Wohn- und Verwaltungsräume umfasst.

### Josefskapelle
Im Jahre 2006 wurde das Seitenschiff in eine Kapelle umgestaltet, die dem heiligen Josef gewidmet wurde. Durch eine Glaswand und durch die neue Orgel von Alexander Schuke ist sie optisch vom restlichen Kirchenschiff getrennt. Für die Anbetung gibt es eine Tabernakelsäule mit Panzerglasschrein für die Monstranz. Links und rechts der Säule sind zwei Statuen auf Säulen aufgestellt. Eine stellt die Königin der Liebe dar und die andere den hl. Josef mit dem Engel, der ihm die Weisungen Gottes überbringt.